# Filipe Guilherme de Brandemburgo-Schwedt
Filipe Guilherme de Brandemburgo-Schwedt (Königsberg, 19 de maio de 1669 – Schwedt, 19 de novembro de 1711), foi um príncipe da Casa de Hohenzollern, e depois marquês de Brandemburgo-Schwedt.

## Biografia
Era filho de Frederico Guilherme, Eleitor de Brandemburgo com sua segunda esposa, a duquesa Sofia Doroteia de Schleswig-Holstein-Sonderburg-Glücksburg, e meio-irmão de Frederico I, o primeiro Rei na Prússia.
Em 1692 foi criado Marquês de Brandemburgo-Schwedt.

## Descendência
- Frederico Guilherme de Brandemburgo-Schwedt (17 de novembro de 1700 - 4 de março de 1771), um cavaleiro da Ordem da Águia Negra, foi marido da princesa Sofia Doroteia da Prússia. Teve descendência;
- Frederica Doroteia Henriqueta de Brandemburgo-Schwedt (1700 - 1701);
- Henriqueta Maria de Brandemburgo-Schwedt (1702 - 1782), esposa do príncipe hereditário, Frederico Luís de Württemberg. Teve descendência;
- Jorge Guilherme de Brandemburgo-Schwedt (1704 - 1704);
- Frederico Henrique de Brandemburgo-Schwedt (21 de agosto de 1709 - 12 de dezembro de 1788), foi marido de Leopoldina Maria de Anhalt-Dessau. Teve descendência;
- Carlota de Brandemburgo-Schwedt (1710-1712).